# Droga wojewódzka 241
Die Droga wojewódzka 241 (DW 241) ist eine 144 Kilometer lange Droga wojewódzka (Woiwodschaftsstraße) in der polnischen Woiwodschaft Großpolen und der Woiwodschaft Kujawien-Pommern, die Rogoźno mit Tuchola verbindet. Sie liegt im Powiat Tucholski, im Powiat Sępoleński, im Powiat Wągrowiecki und im Powiat Obornicki.

## Straßenverlauf
Woiwodschaft Großpolen, Powiat Tucholski, Gmina Tuchola
- 000 km  Świecka (DW 240)
- 000,1 km  Pod Lasem
- 000,6 km  Bydgoska (DW 237)
- 000,9 km  Świerkowa
- 001,1 km  Jodłowa
- 001,3 km  Nad Kiczą
-  Brücke (Kicz)
- 001,7 km  Sępoleńska
- 001,9 km  Wybickiego
- 002,0 km  Wiejska
- 002,1 km  Kopernika
- 002,2 km  Kołłątaja
- 002,3 km  Prusa
- 005,6 km  Mały Mędromierz
- 007,5 km Bahnübergang (Bahnstrecke Tuchola–Koronowo)

Woiwodschaft Großpolen, Powiat Tucholski, Gmina Kęsowo
- 009,5 km  Brzuchowo
- 011,4 km  Wieszczyce
- 016,8 km  Pamiętowo

Woiwodschaft Kujawien-Pommern, Powiat Sępoleński, Gmina Sępólno Krajeńskie
- 020,3 km  Skarpa
- 020,3 km  Trzciany (Zahn)
- 026,8 km  Sikorz
-  Sępólno Krajeńskie (Zempelburg)
- 032,2 km  Grochowiec (Müllerhof)
- 033,3 km  Świdwie
- 036,2 km  Zboże

Woiwodschaft Kujawien-Pommern, Powiat Sępoleński, Gmina Więcbork
- 038,5 km  Dalkowo
-  Więcbork (Vandsburg)
- 049,5 km  Zabartowo

Woiwodschaft Kujawien-Pommern, Powiat Nakielski, Gmina Mrocza
- 052,6 km  Wiele (Wiele)
- 055,2 km  Konstantowo (Clarashöh)
-  Mrocza (Mrotschen)
- 061,3 km  Krukówko
- 064,3 km  Modrakowo

Woiwodschaft Kujawien-Pommern, Powiat Nakielski, Gmina Nakło nad Notecią
- 068,5 km  Chrząstowo (Gernheim)
-  Nakło nad Notecią (Nakel)
- 075,1 km  Paterek (Steinburg)
- 081,5 km  Studzienki

Woiwodschaft Kujawien-Pommern, Powiat Nakielski, Gmina Kcynia
- 086,7 km  Rozstrzębowo
- 089,2 km  Tupadły (Gut Tupadly)

Woiwodschaft Großpolen, Powiat Wągrowiecki, Gmina Gołańcz
- 104 km  Morakowo

Woiwodschaft Großpolen, Powiat Wągrowiecki, Gmina Wągrowiec
- 108 km  Krosno (Krossen)
- 108 km  Micharzewo (Michelshof)

Woiwodschaft Großpolen, Powiat Wągrowiecki, Wągrowiec
- 124 km  Wągrowiec (Wangrowiec) (DW 196)

Woiwodschaft Großpolen, Powiat Obornicki, Gmina Rogoźno
- 135 km  Pruśce (Prusietz)
- 137 km  Marlewo
-  Rogoźno (Rogasen)
- 137 km  Ruda